# Segmentované vláknité bakterie (SFB bakterie)
Segmentované vláknité bakterie (SFB bakterie) jsou anaerobní, Gram-pozitivní bakterie, které kolonizují terminální ileum u širokého spektra obratlovců včetně člověka a blízce asociují s buňkami střevního epitelu.
Jsou členy střevní mikroflóry především hlodavců, ryb a kuřat a bylo prokázáno, že silně indukují imunitní reakce u myší. SFB bakterie jsou členy rodiny Clostridiaceae.
Dříve byly pojmenovány Candidatus Arthromitus kvůli jejich morfologické podobnosti s bakteriálními vlákny, které pozoroval Joseph Leidy ve střevě hmyzu.
Přestože jsou obecně označovány jako segmentované vláknité bakterie, je tento termín poněkud problematický, protože neumožňuje rozlišit mezi bakteriemi, které kolonizují různé hostitele, a dokonce ani to, zda segmentované vláknité bakterie jsou ve skutečnosti několika různými bakteriálními druhy. SFB bakterie jsou druhově specifické a mohou být důležité pro imunitní vývoj.

## Životní cyklus
SFB se vyskytují v hostiteli ve dvou stádiích, ve vývojovém a vegetativním stádiu. Vývojové stádium umožňuje SFB bakteriím rychlý růst, protože bakterie nejsou přichyceny k epitelu hostitele a volně se pohybují v lumen střeva. Ve vegetativním stádiu dojde k penetraci skrz střevní mukózní vrstvu a přichycení SFB bakterie k epiteliálním buňkám pomocí jejich distálního tělního segmentu, a vytváří tzv. synapsi mezi ní a hostitelskou epiteliální buňkou, aniž by narušily cytoplazmatickou membránu hostitelské buňky. Tato synapse pak umožňuje SFB bakterii transportovat svůj antigen skrz epiteliální vrstvu do laminy proprii, kde je tento antigen rozpoznán myeloidními imunitními buňkami, které tento antigen dále prezentují lymfatickým buňkám a dojde k zahájení imunitní odpovědi.

## Imunitní odpověď vyvolaná SFB bakteriemi
SFB bakterie jsou známy především pro jejich indukci RORyt+ Th17 buněčné populace ve střevě, která je závislá na Stat3 signalizaci. IL-17-indukující Th17 buňky poté zprostředkovávají aktivaci neutrofilů, které se podílejí na limitaci počtu SFB bakterií. Diferenciace v Th17 buňky závisí především na mikroprostředí, ve kterém k indukci imunitní odpovědi dochází. Exprese RORyt+ Th17 buněk závisí na TGFb a IL-6 cytokinech. Další stimulace vedoucí k Th17 odpovědi může být zprostředkována např. cytokiny IL-23, IL-21 a IL-1b.
SFB bakterie ve střevě vyvolávají mimo jiné i produkci antimikrobiálních peptidů (AMP) a aktivaci stresových genů, jako např. Serum amyloid A (SAA). SAA jsou proteiny tvořící první imunitní odpověď v akutní fázi a jsou sekretovány buňkami epitelu. SAA proteiny pak stimulují imunitní odpověď k Th17 buněčné aktivaci, a tím přispívají k produkci zánětu.
Kromě Th17 buněčné odpovědi jsou SFB bakterie schopny indukovat i jiné typy odpovědí jako je Th1 nebo Thf (folikulární pomocný T lymfocyt) buněčná odpověď. Další odpovědí na SFB kolonizai je indukce ILC3 buněk, které jsou indukovány pomocí IL-23 a produkují IL-22. IL-22 přispívá k protekci střevní bariéry tím, že podporuje produkci AMP epiteliálními buňkami. AMP pak přímo limitují množství SFB bakterií.
Další hostitelskou odpovědí na SFB je B-buněčná sekrece IgA protilátek, které je kritické pro regulaci a limitaci počtu SFB bakterií ve střevě. Překvapivě bylo zjištěno, že SFB bakterie expandují u AID-deficientních myší, které nejsou schopny vyvolat vhodnou humorální imunitní odpověď kvůli zhoršené somatické hypermutaci. Při eliminaci SFB bakterií byla prokázána především důležitost IgA.

### Autoimunitní onemocnění spojené s SFB bakteriemi
Z důvodu, že přítomnost SFB bakterií vyvolává silnou Th17 buněčnou odpověď, dochází tak k dysbalanci střevního imunitního systému, což může mít za následek indukci autoimunitních onemocnění u hostitele. Mezi onemocnění, které SFB bakterie ovlivňují, patří především revmatoidní artritida, autoimunitní encefalomyelitida a diabetes 1. typu (T1D). U T1D mají však SFB bakterie ochrannou funkci, a to zřejmě díky inhibici Th1 buněčné odpovědi vedoucí k progresi T1D.